# Eriogonum hirtellum
Eriogonum hirtellum là một loài thực vật có hoa trong họ Rau răm. Loài này được J.T.Howell & Bacigal. mô tả khoa học đầu tiên năm 1961.